# Charles K. Armstrong
Charles King Armstrong (nascido em 11 de fevereiro de 1962) é um historiador americano especializado em Coreia do Norte. De 2005 a 2020, atuou como Professor da Fundação Coreana de Estudos Coreanos na Universidade Columbia, passando seu último ano em licença sabática após a determinação da universidade de que ele havia cometido plágio extenso. As obras de Armstrong tratavam de revoluções, culturas do socialismo, história da arquitetura e história diplomática no contexto do leste da Ásia e da Coreia moderna, com foco na Coreia do Norte.  Ele deixou a Universidade Columbia em junho de 2020.

## Início de vida
Armstrong obteve seu bacharelado em Estudos Chineses (tendo mudado de Estudos do Leste Asiático durante o primeiro ano) na Universidade Yale em 1984, e continuou seus estudos por dois anos na Universidade Yonsei em Seul, obtendo um diploma em língua coreana em 1986. Em seguida, passou um ano no nordeste da China lecionando inglês na Universidade de Jilin e, depois, fez um M.Sc. na London School of Economics em 1988. Concluiu seu doutorado em Estudos Coreanos na Universidade de Chicago em 1994, sob orientação de Bruce Cumings, renomado historiador de Estudos Coreanos.

## Carreira
Charles Armstrong é especialista em história moderna da Coreia e do Leste Asiático, tendo escrito ou organizado diversos livros sobre a Coreia moderna e contemporânea, assim como sobre a região mais ampla do Leste Asiático (incluindo Vietnã e Japão) e sobre a Guerra Fria.
Ele ingressou no corpo docente de Columbia em 1996 e, antes de partir em 2020, ministrou aulas sobre história coreana, relações EUA–Leste Asiático, Guerra do Vietnã e abordagens de história internacional e global.
Seu livro The North Korean Revolution, 1945–1950, publicado em 2003, baseou-se amplamente em documentos norte-coreanos capturados presentes nos Arquivos Nacionais dos EUA, sendo um avanço nos esforços para compreender mais a Coreia do Norte no nível local e além das visões mais convencionais centradas na Guerra Fria ou na Guerra da Coreia. Ele publicou artigos em periódicos revisados por pares sobre temas como a herança da guerrilha manchuriana de Kim Il Sung, a “guerra fria cultural” na Coreia e avaliações dos estudos sobre a Coreia do Norte de modo geral.
Em 2008, foi professor visitante na Graduate School of International Studies da Universidade Nacional de Seul, proferiu palestras principais em conferências importantes de estudos asiáticos, e aparece regularmente na cobertura da mídia norte-americana sobre a península coreana, incluindo documentários e televisão.

## Plágio e fabricação de fontes emTyranny of the Weak
Em 2013, Charles Armstrong publicou Tyranny of the Weak: North Korea and the World, 1950–1992 pela Cornell University Press. O livro buscava reavaliar a política externa norte-coreana durante a Guerra Fria. Recebeu críticas positivas, sobretudo por aparentemente se basear em numerosos arquivos estrangeiros e materiais em múltiplos idiomas (russo, chinês, alemão e coreano). Venceu o John K. Fairbank Prize em 2014, concedido ao melhor livro em História do Leste Asiático pela American Historical Association.
A partir de setembro de 2016, o livro passou a ser duramente criticado por vários estudiosos da Coreia do Norte (Andrei Lankov, Balázs Szalontai, Brian Myers, Fyodor Tertitskiy, entre outros) por supostas práticas enganosas de pesquisa. Szalontai afirmou que várias partes do texto eram muito semelhantes ao seu próprio Kim Il Sung in the Khrushchev Era e eram sustentadas por documentos que não existiam ou não tinham relação alguma com o assunto. Szalontai compilou uma lista de 76 casos problemáticos e depois ampliou para 90 casos.
Logo após as alegações se tornarem públicas, Armstrong disse ao NK News que “não comentaria questões específicas que os críticos levantaram sobre o livro”. Em 30 de dezembro de 2016, Armstrong abordou diretamente as críticas, afirmando: “Para aqueles que consideram o livro falho, impreciso ou com pesquisa insuficiente, a resposta é simples: escreva um livro melhor”. Ele disse ter submetido 52 correções de Tyranny of the Weak à editora Cornell University Press e que essas estariam na próxima impressão. A editora confirmou isso por um único tweet em 11 de janeiro de 2017, afirmando “Charles Armstrong responde aos críticos, emite correções para Tyranny of the Weak” e adicionou link para o blog de Armstrong. Entretanto, Armstrong posteriormente deletou tanto a postagem quanto todo o seu blog.
Em junho de 2017, Armstrong devolveu o Prêmio John King Fairbank à American Historical Association em resposta a questionamentos críticos da entidade. Em nota oficial, a associação declarou ter “identificado um conjunto de citações que não atendiam aos padrões profissionais” e que “o Dr. Armstrong corrigiu os erros de citação e, em respeito à AHA, devolveu o Prêmio Fairbank”. A Universidade Columbia não se manifestou na ocasião, mas anunciou em 1º de junho que Armstrong havia recebido, em 2017, o “President's Global Innovation Fund Grant” para trabalho conjunto com Joseph Terwilliger em intercâmbios com médicos norte-coreanos.
A devolução do prêmio levou o chefe da Cornell University Press a declarar, em início de julho de 2017, que a editora lançaria em breve uma edição revisada do livro. A nova edição foi publicada no verão de 2017, sem anúncio oficial da editora. O novo texto continha poucas mudanças na prosa, mas vários ajustes em dezenas de notas de rodapé, que agora citavam Kim Il Sung in the Khrushchev Era, de Szalontai, em vez de documentos de arquivo. Também incluiu duas frases no prefácio: “Gostaria de acrescentar um agradecimento especial ao Dr. Balázs Szalontai, cuja pesquisa pioneira foi insuficientemente reconhecida na impressão anterior deste livro e que me apontou inúmeros erros de atribuição nos capítulos 2 e 3. Peço desculpas pelas falhas anteriores e agradeço imensamente a ajuda do Dr. Szalontai em corrigi-las.”
Um breve resumo da controvérsia foi publicado no blog coletivo Retraction Watch. Também foi noticiada pela mídia sul-coreana, chinesa, e pelo New York Post.
Em entrevista em dezembro de 2019, Szalontai revelou que Armstrong não trabalhou em nenhum arquivo russo e disse que “algumas das fontes da Alemanha Oriental [em Tyranny of the Weak] são falsas, outras não são”, falando ainda sobre esforços de Andrei Lankov e outros estudiosos para verificar metodicamente as fontes suspeitas de Armstrong.
Em fevereiro de 2020, o artigo de Armstrong publicado em 2005, “Fraternal Socialism: The International Reconstruction of North Korea, 1953–62,” na revista Cold War History, foi retratado por plágio de trechos do livro de Szalontai.

### Investigação da Universidade Columbia
Em 10 de setembro de 2019, a Universidade Columbia divulgou carta ao corpo docente explicando que concluíra uma investigação formal em várias etapas sobre o trabalho de pesquisa de Armstrong, determinando que ele havia cometido plágio. Também anunciou que Armstrong se aposentaria ao fim de 2020. Ele saiu da universidade em junho de 2020.
Segundo documentos obtidos pelas jornalistas Khadija Hussein e Karen Xia, a investigação de Columbia terminou em janeiro de 2019 e examinou inclusive o dossiê de titularidade de Armstrong submetido em 2003. Esse dossiê incluía rascunhos de capítulos que acabariam se tornando o livro Tyranny of the Weak. De acordo com Balázs Szalontai, que obteve uma cópia preliminar do relatório de investigação em 2018, a investigação descobriu evidências de que, no dossiê de titularidade, Armstrong plagiava a tese de Szalontai. Uma cópia parcial de um rascunho anterior do relatório de investigação da Columbia foi divulgada pelo site Retraction Watch em 20 de setembro de 2019.

## Acusação de assédio sexual
Em 2020, uma estudante acusou Armstrong de estupro, afirmando que o ato ocorreu em 2014 durante o programa Global Scholars no verão.  Conforme noticiado pelo jornal estudantil Columbia Spectator, Armstrong alegou que a relação teria sido consensual. O Escritório de Igualdade de Oportunidades e Ação Afirmativa da Universidade Columbia fez uma investigação interna sobre a acusação e concluiu que Armstrong era culpado de assédio e violou a política da universidade que proíbe relações sexuais entre professores e estudantes.

## Obras selecionadas
Monografias
- 2017 – Tyranny of the Weak: North Korea and the World, 1950–1992 (primeira edição “reimpressa com correções”) Removida do catálogo pela Cornell University Press.[38]
- 2013 – Tyranny of the Weak: North Korea and the World, 1950–1992
- 2006 – The Koreas (relançado em 2013/14)[39]
- 2003 – The North Korean Revolution, 1945–1950[40]

### Volumes editados e livros-texto
- 2005 – Korea at the Center: Dynamics of Regionalism in Northeast Asia (coeditado com Samuel S. Kim, Stephen Kotkin e Gilbert Rozman)
- 2002 – Korean Society: Civil Society, Democracy, and the State (livro-texto, relançado em 2006)[41]

### Artigos e capítulos de livros
- 2015 – “Socialist Postmodernism: Conceptual and comparative analysis of recent representative architecture in Pyongyang, Astana and Ashgabat, 1989–2014,” Tiempo devorado: revista de historia actual, Vol.2 (2), pp. 98–118 (artigo; coautoria com Jelena Prokopljevic)[42]
- “The Destruction and Reconstruction of North Korea, 1950 – 1960,” publicado em Japan Focus (artigo)[43]
- 2005 – “Predefinição:"Fraternal SocialismPredefinição:": The International Reconstruction of North Korea, 1953–61,” Cold War History maio de 2005, Vol.5(2), pp.161–187 (artigo; retratado pela revista em 10 de fevereiro de 2020 por “fabricação e falsificação de fontes”)[32]
- 1998 – “Predefinição:"A Socialism of Our StylePredefinição:": North Korean Ideology in a Post-Communist Era,” no livro North Korean Foreign Relations in the post-Cold War Era (capítulo; editor: Samuel S. Kim)[44]
- 1990 – “South Korea’s ‘Northern policy’,” em Pacific Review, Vol.3(1), pp.35–45 (artigo)

### Trabalhos em andamento
- 2011 – “Predefinição:"JuchePredefinição:" and North Korea's Global Aspirations,” North Korea International Documentation Project Working Paper #1[45]
- 1994 – “The Origins and Future Demise of the Democratic People's Republic of Korea,” Norman Paterson School of International Affairs, Carleton University, 11 páginas (trabalho de pesquisa)[46]

### Tese de doutorado
- 1994 – State and Social Transformation in North Korea, 1945–1950 (Universidade de Chicago)

## Honrarias
- 1991 – 2 Fulbright IIEE Research Grant
- 2000 – Fulbright Senior Scholar Research Grant.[2]
- 2002 – German Academic Exchange Grant, Universidade Humboldt, Berlim
- 2006 – Fellowship no Institute for Scholars at Reid Hall, Paris
- 2008 – Toyota Fellow, Universidade Nacional de Seul
- 2014 – Prêmio John King Fairbank, American Historical Association (devolvido)[21]